# Leucauge parangscipinia
Leucauge parangscipinia là một loài nhện trong họ Tetragnathidae.
Loài này thuộc chi Leucauge. Leucauge parangscipinia được miêu tả năm 1995 bởi Barrion & Litsinger.